# Municipio de North Cedar
El municipio de North Cedar (en inglés: North Cedar Township) es un municipio ubicado en el condado de Saunders en el estado estadounidense de Nebraska. En el año 2010 tenía una población de 786 habitantes y una densidad poblacional de 13,84 personas por km².

## Geografía
El municipio de North Cedar se encuentra ubicado en las coordenadas 41°24′18″N 96°37′8″O / 41.40500, -96.61889. Según la Oficina del Censo de los Estados Unidos, el municipio tiene una superficie total de 56.8 km², de la cual 55,91 km² corresponden a tierra firme y (1,57 %) 0,89 km² es agua.

## Demografía
Según el censo de 2010, había 786 personas residiendo en el municipio de North Cedar. La densidad de población era de 13,84 hab./km². De los 786 habitantes, el municipio de North Cedar estaba compuesto por el 97,33 % blancos, el 0,64 % eran amerindios, el 0,13 % eran asiáticos, el 0,64 % eran de otras razas y el 1,27 % eran de una mezcla de razas. Del total de la población el 1,4 % eran hispanos o latinos de cualquier raza.